# Tarazona de la Mancha
Tarazona de la Mancha là một đô thị ở tỉnh Albacete nằm ở cộng đồng tự trị Castile-La Mancha của Tây Ban Nha. Đô thị Vilagrassa có diện tích là 212,58 ki-lô-mét vuông, dân số năm 2009 là 6746 người với mật độ 31,73 người/km². Đô thị Vilagrassa có cự ly km so với tỉnh lỵ Albacete.